# Piusa
La Piusa (in estone Piusa jõgi; in russo Пи́уза, Пи́мжа?, Piuza o Pimža) è un fiume dell'Estonia e della Russia, tributario del Lago di Pskov. Scorre nelle contee Võrumaa e Põlvamaa dell'Estonia e nel Pečorskij rajon dell'oblast' di Pskov in Russia. Appartiene al bacino del Mar Baltico.
La sorgente del fiume è il lago Külajärv, in Estonia. Dalla sorgente, il fiume scorre in direzione prevalentemente occidentale e nord-occidentale. Ha una lunghezza di 93 km; scorre per 80 km sul territorio dell'Estonia e per 13 km sul territorio del distretto Pečorskij, in Russia. L'area del suo bacino è di 796 km². Sfocia sul lato occidentale del lago di Pskov.